# لوكريشا
«لوكريشا» زوجة لوسيوس تارقوينيوس كولاتينوس وشقيقة لوسيوس يونيوس بروتوس. نبأها مذكور في الأساطير الرومانية. اغتصبت على يد ابن آخر ملوك روما ولذلك انتحرت بعد إخبار أهلها. شكلت أحداث اغتصابها وانتحارها وثورة غضب أهل روما انتقاما لها سببا لإنهاء الملكية وإقامة الجمهورية الرومانية. استخدمت كمادة أدبية على يد كثير من الفنانين والأدباء على مر العصور.

## رواية تيتوس ليفيوس

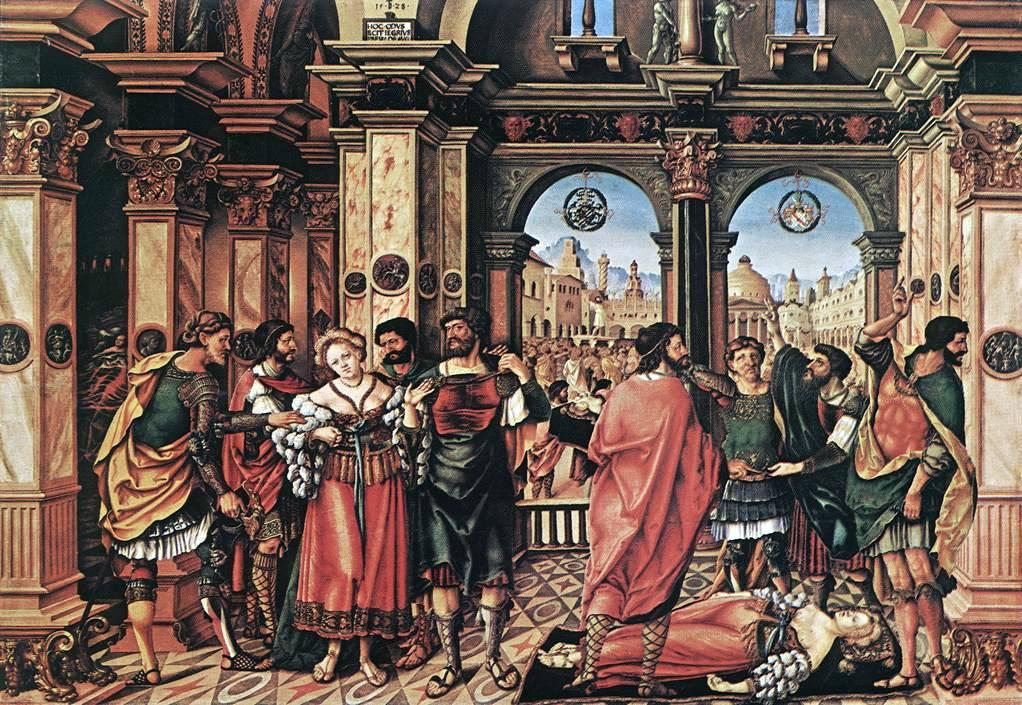
لوحة انتحار لوكريشا للرسام جورج برو العجوز٬ عام 1528

في رواية تيتوس ليفيوس أن سكستوس تارقوينيوس الابن العنيف لآخر ملوك روما قد اغتصب امرأة رومانية نبيلة تدعى لوكريشا في العام 509 ق.م. وهددها بأنها إذا لم تفعل ما يأمرها به، فسيقتلها ويلقي جثتها عارية بجوار جثة عبد وهو ما يوحي لمن يجدها أنها زنت مع عبد قليل الشأن. وكان ذلك -أي الزنا مع عبد- لهو أمر مشين عندهم. وبذلك انصاعت لوكريشا مجبرة للمدعو سكستوس تارقوينيوس. أجبرت لوكريشا عشيرتها على الثأر. فقد جمعتهم وأخبرتهم بالأمر ثم طعنت قلبها بالسكين فماتت.
أما شقيقها لوسيوس يونيوس بروتوس فقد حرض شعب روما ضد العائلة المالكة بعرضه جسد أخته أمامهم وهو ما أثارهم للانتقام لها. قاد بروتوس انتفاضة أخرجت التارقوينيوسيين من روما لجئوا بعدها إلى إتروريا. وكانت النتيجة أن استحدثت الجمهورية عوضا عن النظام الملكي. وكان زوجها لوسيوس تارقوينيوس كولاتينوس أيضا من بين المنتقمين. وانتهت الأحداث بشقيقها وزوجها أن أصبحا أول قناصل لروما.

## ذكرها في الفن والأدب

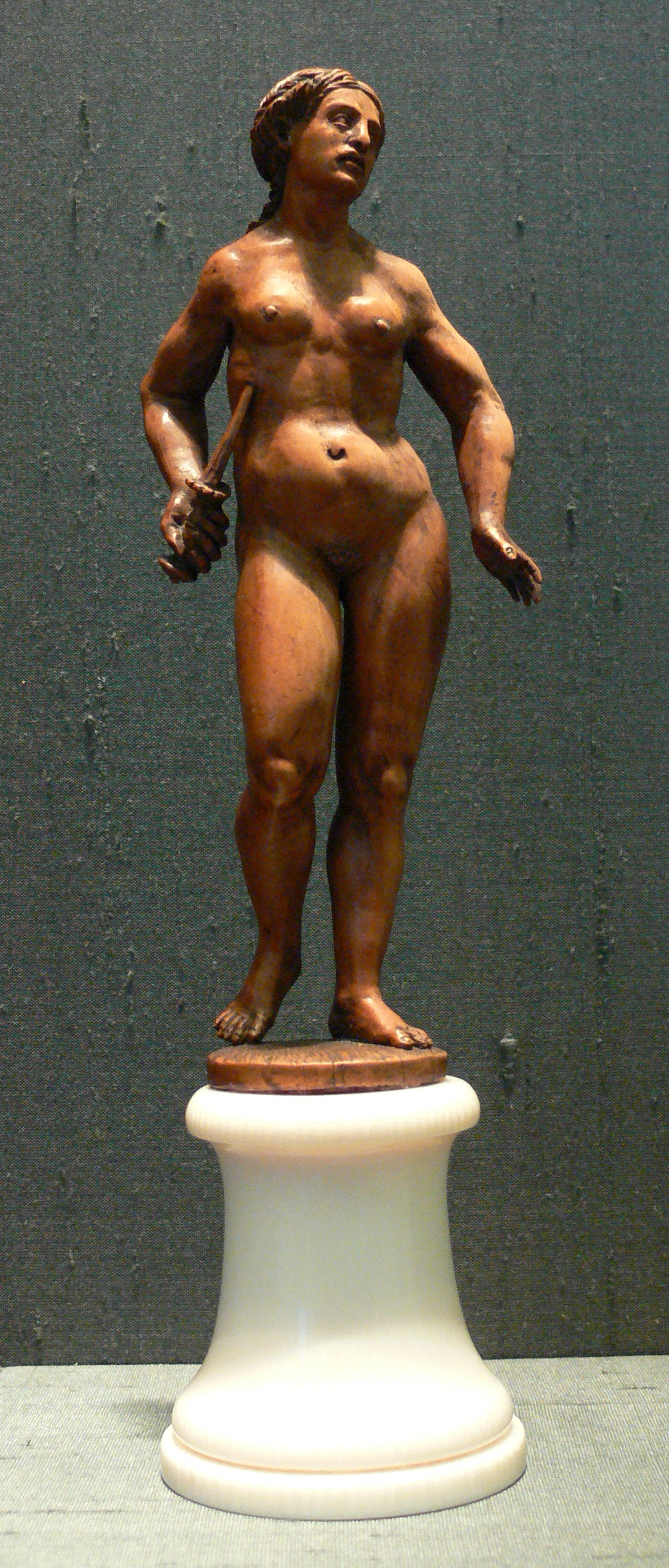
تمثال لوكريشا يعود للعام 1525 للنحات الألماني كريستوف ويديتز - المتحف البافاري القومي في ميونخ٬ ألمانيا

شكلت أحداث اغتصاب وانتحار لوكريشا مادة خصبة لرسامين كثر مثل تيتيان٬ ساندرو بوتيتشيلي٬ رفائيلو سانزيو٬ ألبرشت دورر٬ رامبرانت٬ جورج برو العجوز٬ يوحنا موريلس وغيرهم.
رمز لوكريشا تم توظيفه في كتاب مدينة الرب من تأليف القديس أوغسطين دفاعا عن شرف النساء المسيحيات اللائي اغتصبن في سبيل روما ولم ينتحرن.
شكلت قصة لوكريشا حكاية أخلاقية مشهورة في العصور الوسطى. القصة وردت في عمل جيفري تشوسر أسطورة المرأة الطيبة٬ والكتاب السابع من عمل جون جووير كونفيسيو أمانتيس٬ وعمل جون لادجيت سقوط الأمراء. كما ظهرت شخصية لوكريشا في القصيدة الطويلة لويليام شكسبير سنة 1594 المسماة اغتصاب لوكريس. كما ذكرها شكسبير أيضا في كما تحبها وتيتوس أندرونيكوس.
ورد ذكرها أيضا في قصيدة أبيوس وفيرجينيا لجون وبستر وتوماس هايوود٬ وهذا مقتطف:
Two ladies fair, but most unfortunate
Have in their ruins rais'd declining Rome,
Lucretia and Virginia, both renowned
For chastity
سيدتان كاملتان٬ ولكن حظهما هو الأسوأ
على رفاتهما نهضت روما الغابرة
لوكريشا وفيرجينيا، اشتهرتا
بالعفة
و كذلك مسرحية اغتصاب لوكريس لتوماس هيوود ترجع للعام 1607.
في منتصف القرن العشرين أعيد إحياء الموضوع مرة أخرى. مثلا كانت مسرحية لو الفيول دي لوكريس في العام 1931 من تأليف أندريه أوبي وكذا العمل الأوبرالي اغتصاب لوكريشا لبنيامين بريتين في العام 1946. وكذلك وضع إرنست كرينيك عمل إميت لافري المدعو ليبروتو تارقوين للعام 1940 في هيئة معاصرة.
و في عمل دانتي أليغييري٬ الكوميديا الإلهية تتجلى لوكريشا في ملحمة الجحيم في الفصل المخصص لنبلاء روما وغيرهم من «الوثنيين المحمودين». اقتفت كريستين دي بيزان آثار لوكريشا القديس أوغسطين في عملها مدينة السيدات٬ ووظفت قصة لوكريشا للدفاع عن حرمة المرأة.
في رواية باميلا لصموئيل ريتشاردسون في العام 1740، يعتبر السيد ب قصة لوكريشا هي سبب لباميلا ينبغي بعده ألا تخاف على سمعتها إذا قام هو باغتصابها. لكن باميلا أسرعت بصده بتفسير أفضل القصة.
سور خوانا إينيس دي لا كروث الشاعرة المكسيكية من العصر الاستعماري٬ أتت على ذكر لوكريسيا في قصيدتها ريدونديلاس، تعليقا على البغاء، ومن يجب أن تقع عليه اللائمة.